# Michael Höllerzeder
Michael Höllerzeder (* 15. August 1898 in Untergriesbach; † 25. September 1938 in Deggendorf) war ein deutscher Politiker (KPD).

## Leben und Wirken
Höllerzeder war gelernter Maschinenarbeiter. Nach dem Schulabschluss 1916 nahm er als Pionier am Ersten Weltkrieg teil. Nach dem Austritt aus der Reichswehr 1919 begann er sich beim Deutschen Holzarbeiter Verband gewerkschaftlich und politisch bei der USPD zu betätigen. Am 1. Januar 1920 schloss er sich der Kommunistischen Partei Deutschlands an. Vom 14. Januar 1925 bis zum 14. Dezember 1925 war er wegen der illegalen Fortführung der KPD, die zu diesem Zeitpunkt verboten war, im Gefängnis.
Seit 1929 gehörte Höllerzeder dem Stadtrat seiner Heimatstadt Deggendorf an. Daneben war er Leiter der Oberkrankenkasse Deggendorf, Beisitzer im Arbeitsgericht Deggendorf und Beisitzer im Oberversicherungsamt Landshut sowie Beisitzer im Verwaltungsausschuss des Arbeitsamtes Deggendorf (bis 1932). Von 1932 bis 1933 saß er für die KPD als Abgeordneter für den Wahlkreis Oberbayern-Schwaben im Reichstag. Nach dem Reichstagsbrand vom Februar 1933 wurde er verhaftet und in ein Konzentrationslager verschleppt. Bei den Reichstagswahlen im März 1933 wiedergewählt, war es ihm aufgrund seiner Inhaftierung nicht möglich, sein Mandat anzutreten.
Bis 1934 wurde er in verschiedenen Konzentrationslagern festgehalten, zuletzt im Konzentrationslager Dachau.